# Onthophagus viridivinosus
Onthophagus viridivinosus é uma espécie de inseto do género Onthophagus, família Scarabaeidae, ordem Coleoptera.
Foi descrita cientificamente por Kohlmann & Solis em 2001.